# Dreisprachenspitze
Die Dreisprachenspitze (italienisch Cima Garibaldi, rätoromanisch Piz da las Trais Linguasⓘ; teilweise auch „Dreiländerspitze“, nicht zu verwechseln mit der Dreiländerspitze im Silvretta-Massiv in Österreich) ist ein 2843 m ü. M. hoher Gipfel an der Grenze zwischen Italien und der Schweiz in den Ortler-Alpen. Am Gipfel treffen die Lombardei (Provinz Sondrio), Südtirol und Graubünden aufeinander. Topographisch handelt es sich um die letzte Erhebung des von der Rötlspitze (3026 m ü. M.) südwärts streichenden Chavalatschkamms über dem Stilfser Joch. Sie hat vor allem eine kulturelle und touristische Bedeutung.

## Standort
Bis zum Inkrafttreten des Vertrags von Saint-Germain 1920, mit dem Südtirol an Italien fiel, war hier das Dreiländereck Italien-Österreich-Schweiz. Hier treffen sich die Verbreitungsgebiete der italienischen Sprache, der deutschen Sprache und der rätoromanischen Sprache.
Auf dem Gipfel befindet sich die Garibaldi-Hütte – das Rifugio Garibaldi. Wenige Meter von der Hütte entfernt befindet sich der Grenzstein Nr. 1, der die Grenze zwischen Italien und der Schweiz markiert und bis zum Ende des Ersten Weltkrieges die Grenze von Italien, Österreich und der Schweiz kennzeichnete. In den 1960er Jahren wurde die Hütte neben den Ruinen eines alten Schweizer Gasthofes erbaut. Dieser wurde im Ersten Weltkrieg unter dem Beschuss der italienischen Werksartillerie des Forte Venini di Oga bei Bormio, das sich in etwa elf Kilometer Luftlinie in südlicher Richtung befindet, zerstört.

## Umgebung
Der Berg liegt direkt oberhalb des Stilfser Jochs (2757 m) und ist daher ohne Probleme zu erreichen. Von der Passhöhe benötigt man nur etwa zehn Minuten bis zum Gipfel. Im Osten sieht man die Stilfser-Joch-Nordost-Rampe, im Südosten die gewaltigen Gletschermassen des Ortlers. Im Südwesten erblickt man den Monte Scorluzzo, westlich davon die Südwestrampe nach Bormio und den Umbrailpass, den höchsten befahrbaren Pass der Schweiz. Die zur italienischen Seite abfallenden Flanken des Gipfels sind im Nationalpark Stilfserjoch unter Schutz gestellt.

## Geschichte
Im Ersten Weltkrieg befand sich hier eine umkämpfte Hochgebirgsregion: Im Osten befand sich Österreich-Ungarn, im Westen das Königreich Italien, und dazwischen war eben an diesem Punkt eine Ausbuchtung des Schweizer Staatsgebiets. So kam es manchmal vor, dass sich die beiden im Krieg liegenden Staaten Österreich-Ungarn und Italien buchstäblich über die Köpfe der Schweizer Grenzsoldaten hinweg bekriegten. Die k.u.k. Armee errichtete 1915 am östlichen Abhang unterhalb des Breitenkammes auf der österreichisch-ungarischen Seite ein großes Truppenlager, das im toten Winkel der italienischen Artillerie lag. Es wurde in der Folgezeit nach dem Kommandanten des Verteidigungsabschnittes der Ortlerfront, Oberst Moritz Erwin von Lempruch, als Lempruchlager bezeichnet. Aufgrund seiner geschützten Lage galt es unter den Frontsoldaten als Erholungsheim und verfügte auf etwa 2700 m Höhe sogar über ein Feldkino. Im September 1917 kam selbst Kaiser Karl I. zum Frontbesuch ins Lager.
Während der vom Faschismus geförderten und von Ettore Tolomei vorangetriebenen Italianisierung Südtirols wurde die Dreisprachenspitze im Italienischen zur Cima Garibaldi.

## Bilder

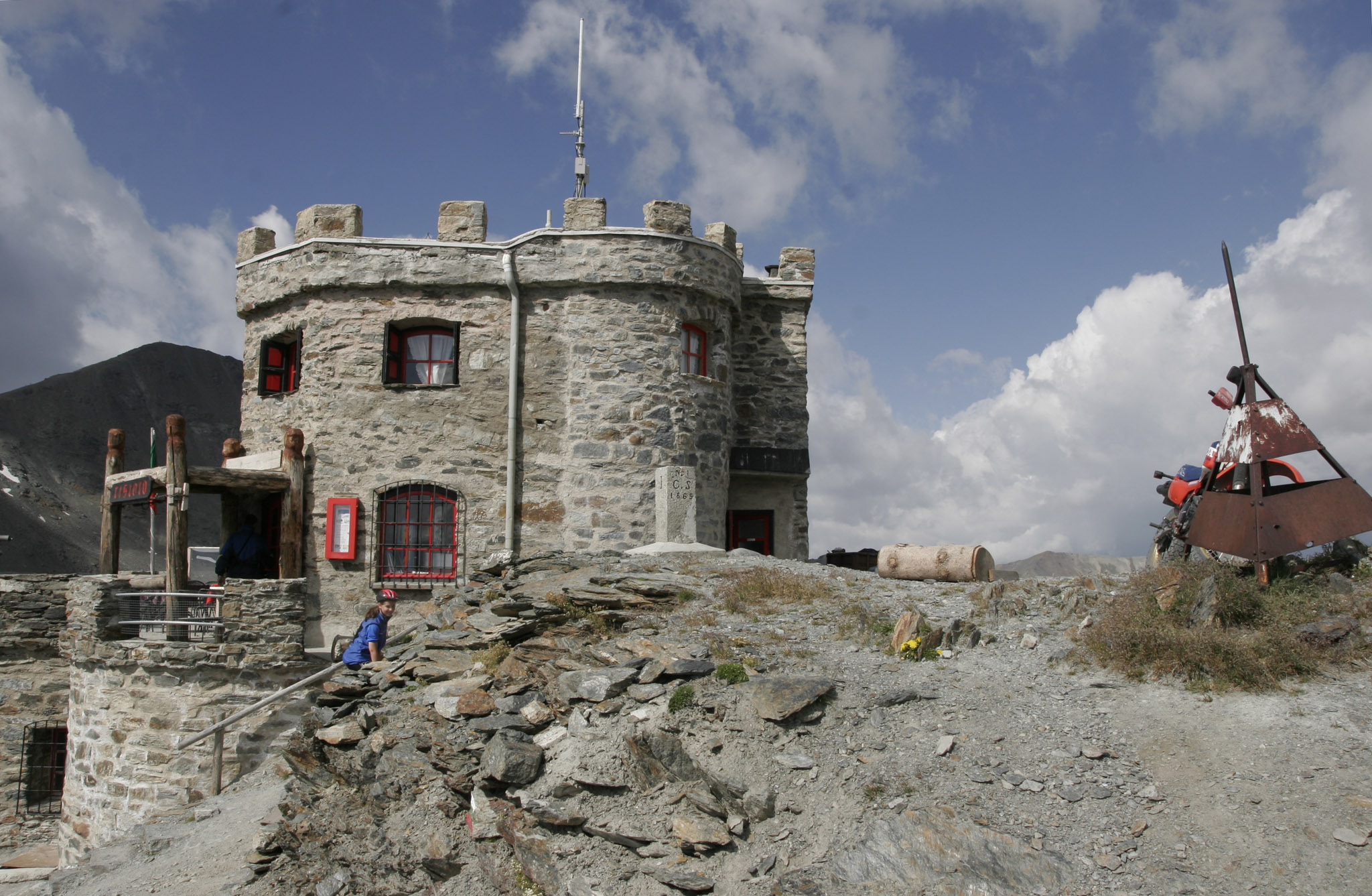
Die Garibaldi-Hütte auf dem Gipfel der Dreisprachenspitze
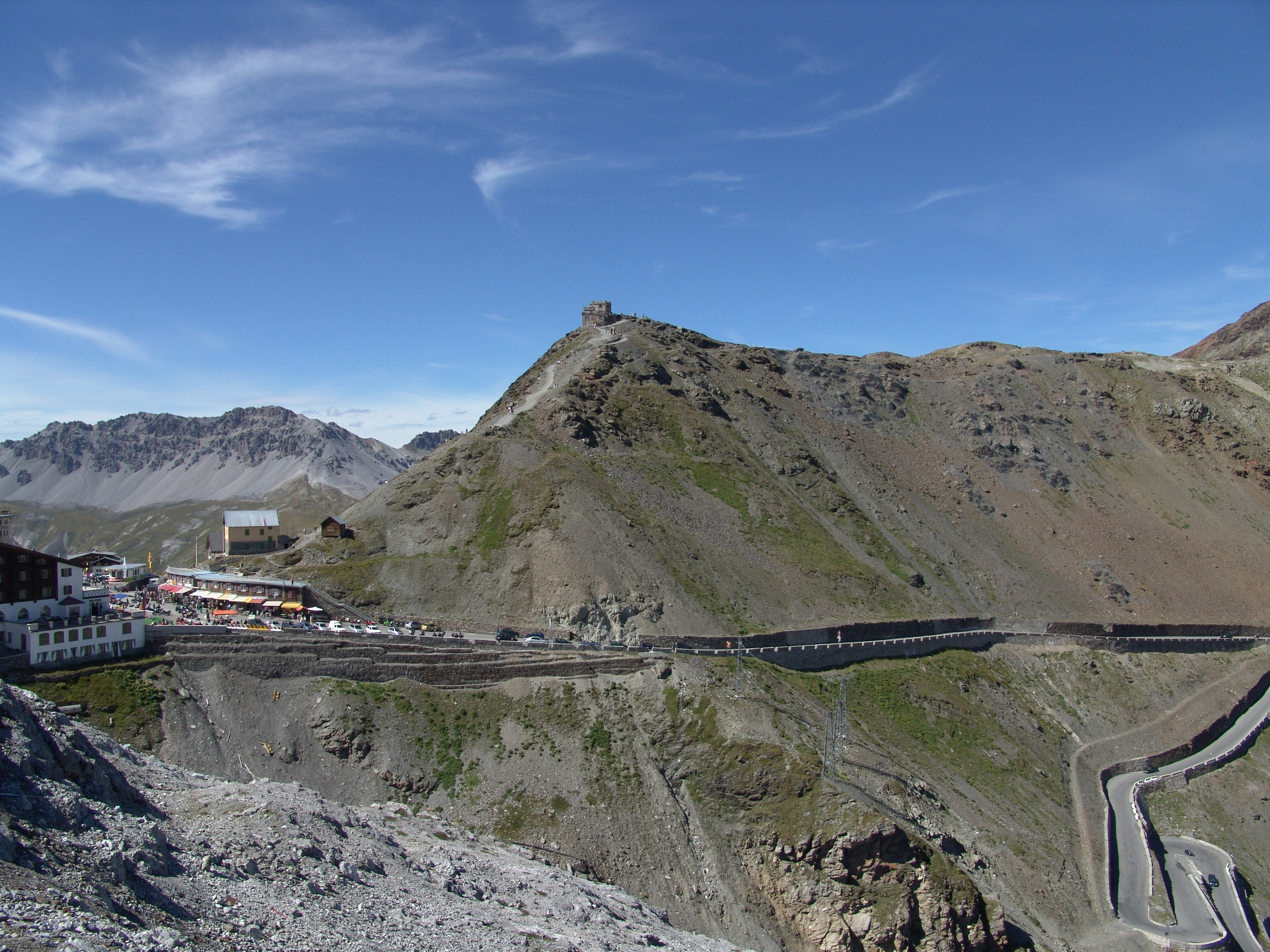
Die Ostseite mit der Stilfserjochstraße
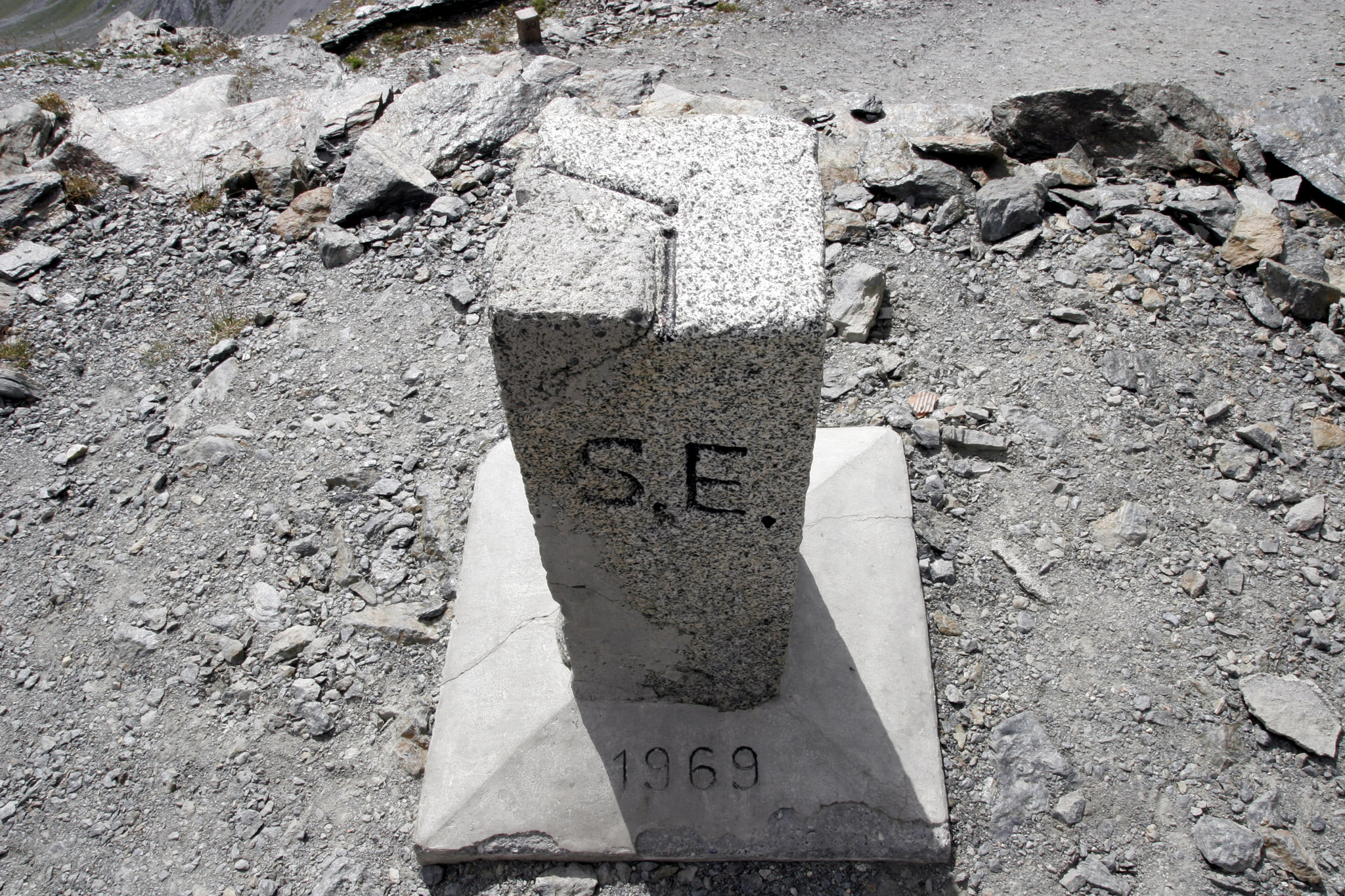
Der Grenzstein Nr. 1 auf der Dreisprachenspitze
Hotel Dreisprachenspitze in der Schweiz und österreichische Unterkunftshütte (1914–1918)
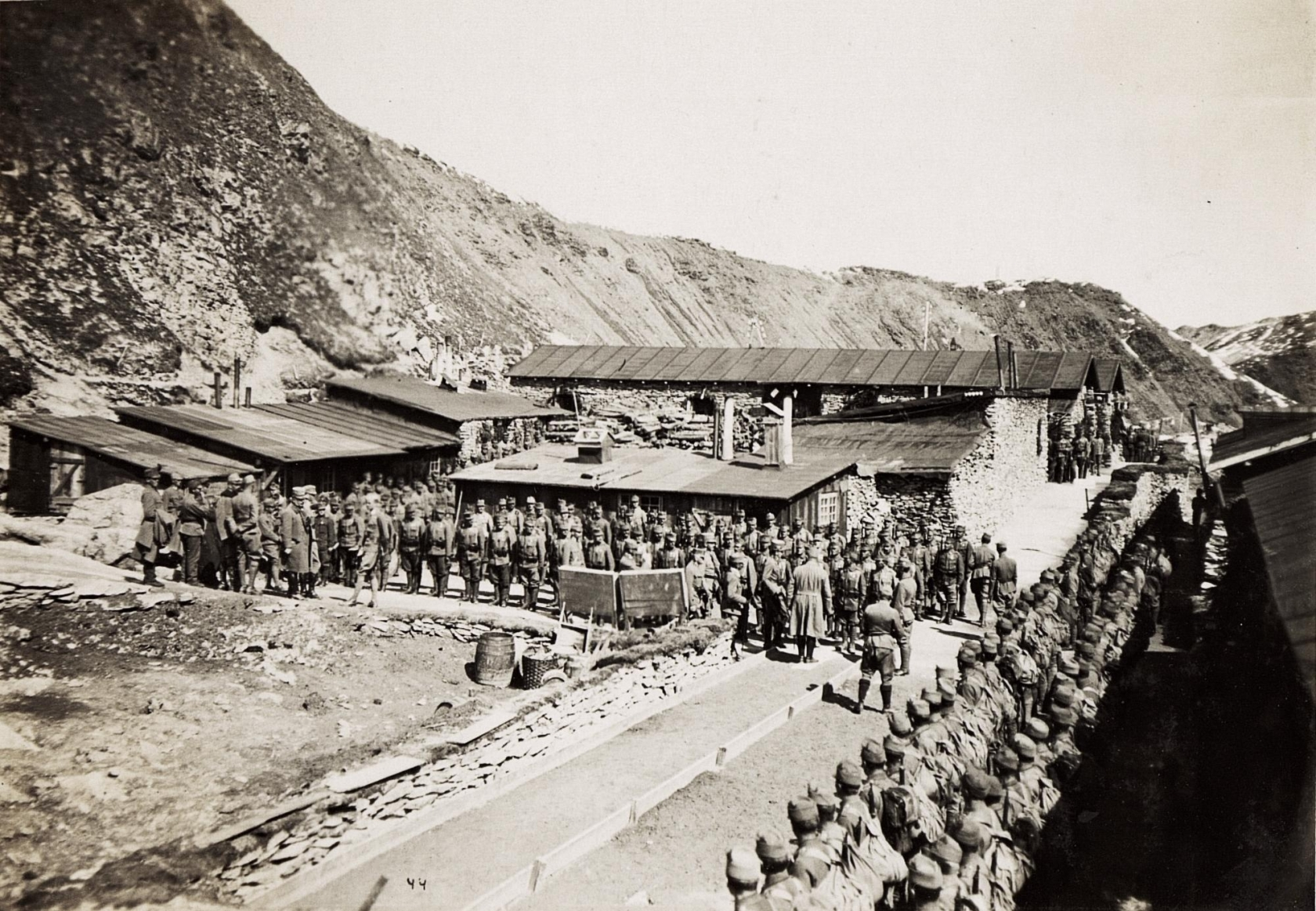
Lempruchlager unterhalb des Breitenkammes (1917)
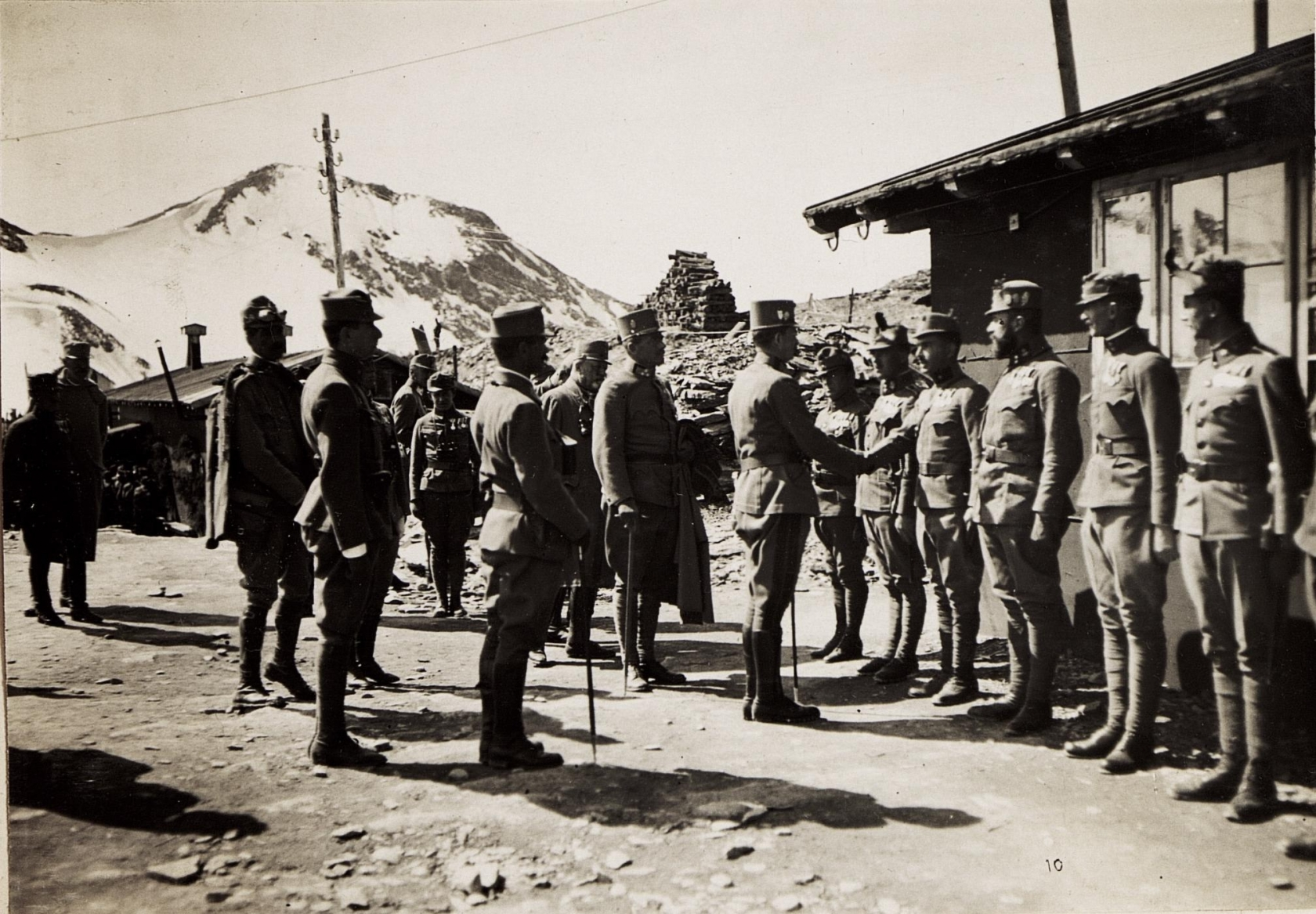
Kaiser Karl I. beim Truppenbesuch im Lempruchlager
Schweizer Wachtmannschaft vor dem Hotel Dreisprachenspitze (1914–1918)